# Meqon (Physik-Engine)
Die Meqon Physik-Engine ist eine in C++ geschriebene objektorientierte Physikengine, die verschiedene Arten von Körpern (Kugel, Quader, Zylinder, N-Eckig extruierte Flächen, Landschaften, …) und stabile Verbindungen (Kugelgelenk) berechnen kann.
Die Engine ist modular erweiterbar.
Entwickelt wurde die Engine von dem 2002 gegründeten schwedischen Entwicklerstudio Meqon Research AB. Im September 2005 hat ageia Technologies, Inc. die Firma übernommen und die Weiterentwicklung der Engine zugunsten der PhysX-Engine eingestellt. Ageia führte den Support bestehender Kunden von Meqon fort.
Die Engine wurde nach Auskunft der Entwickler unter anderem für Duke Nukem Forever verwendet.